# Chiesa di Santa Maria del Fiore (Parma)
La chiesa di Santa Maria del Fiore, o dei Diecimila Martiri, è un luogo di culto cattolico sconsacrato dalle forme barocche, situato in strada Massimo D'Azeglio 50 a Parma, nell'omonima provincia.

## Storia
L'originale oratorio di Santa Maria del Fiore venne eretto in borgo del Fiore, presso la chiesa di San Basilide, per custodire una venerata immagine della Madonna affrescata sulla parete di un'abitazione: l'edificio è ricordato per la prima volta nel 1564.
Il tempio fu affidato alla confraternita del Monte Calvario, che nel 1635 fece ricostruire la chiesa di fronte all'ospedale di Rodolfo Tanzi. L'edificio fu ampliato nel 1758.
La chiesa venne chiusa nel 1913 e adibita a magazzino per legname. Nel 1980 sono iniziati i lavori che hanno trasformato l'oratorio in struttura commerciale.

## Descrizione
L'edificio è a navata unica con volta a botte. La chiesa aveva tre altari: uno maggiore e due ai lati della navata.
Sull'altare maggiore era collocata l'immagine della Madonna del Fiore, mentre nella cappella laterale a destra si conservava un dipinto anonimo coi Diecimila martiri.
La chiesa conserva alcuni affreschi nei pennacchi e in una nicchia, attribuiti a Pietro Rubini.